# Anarko-punk
Anarko-punk er en del af den generelle punk-bevægelse og punkmusik, der har fokus på bands, der fremmer specifikt anarkistiske idéer. Punkbevægelsen er ikke som sådan anarkistisk, men anarkismen har spillet en stor rolle for punkmusikkens udvikling og historie, ligesom punk har været en væsentlig måde for anarkismens moderne idéer at blive spredt på.
En generel øget interesse i anarkisme fandtes i 1970'ernes Storbritannien, kort efter punkens opståen. Det grafiske udtryk, Sex Pistols' Jamie Reid anvendte til gruppens albums og deres første single Anarchy in the UK var medvirkende til den generelle interesse. For den tidlige punk-bevægelse var sammenkædningen med anarkisme dog primært inddraget på grund af deres evne til at shokere omverdenen, mens punkbandet Crass of The Ex blev de første punkmusikere, der seriøst spredte anarkistiske og pacifistiske ídéer. Crass blev senere en indflydelsesrig del af protestbevægelserne i afslutningen af det 20. århundrede. 
Mange anarko-punkere støtter emner som dyrerettigheder, feminisme, anti-krigsbevægelserne, den globaliseringskritiske bevægelse og en lang række andre emner. Mens Crass var overbevist pacifistiske gælder dette ikke for hele anarko-punk-bevægelsen. Nogle mener, at voldelige handlinger kan være nødvendige i en given kontekst.
Ifølge Crass-stifteren Penny Rimbaud, der har været en nøgleperson i anarko-punken, var dette det sande udtryk for punk, mens bands som Sex Pistols, The Clash og The Damned bare var dukker for pladebranchen.